# Héctor Velázquez Moreno
Héctor Velázquez Moreno (* 1922 in Mexiko-Stadt; † 2006) war ein mexikanischer Architekt.

## Biografie
Velázquez studierte ab 1949 an der Escuela Nacional de Arquitectura der Universidad Nacional Autónoma de México (UNAM), weiterführend dann an der Harvard University und am Massachusetts Institute of Technology sowie als Stipendiat an der École nationale supérieure des beaux-arts in Paris. In den 1950er-Jahren arbeitete er zusammen mit anderen namhaften Architekten an Entwürfen für die Universitätsstadt der UNAM. Er entwarf kirchliche Bauten, zahlreiche Wohn- und Bürogebäude im In- und Ausland und kooperierte dabei oftmals mit anderen namhaften Architekten.
Von 1963 bis 1965 war er Präsident des Colegio de Arquitectos de la Ciudad de México (CAM) in der Sociedad de Arquitectos de México, war ferner auch Leiter für gemeinnützigen Wohnungsbau im Distrito Federal de México, Leiter für Architektur und Städteplanung im Secretaría de Obras Públicas und Generalbeauftragter für Projekte, Bauten und Instandhaltung an der UNAM. Zusammen mit Ramón Torres Martínez gründete er die Torres y Velázquez Arquitectos y Asociados und war 1990 Mitgründer der Despacho de Arquitectos HV. S.A. de C.V.